# Districte de Caia
El districte de Caia és un districte de Moçambic, situat a la província de Sofala. Té una superfície de 3.477 kilòmetres quadrats. En 2007 comptava amb una població de 86.001 habitants. Limita al nord-oest amb el districte de Chemba, a l'oest amb el districte de Maringué, al sud i sud-est amb el districte de Cheringoma, a l'est amb els districtes de Marromeu i Mopeia (districte de la província de Zambézia), i al nord-est amb el districte de Mutarara (districte de la província de Tete).

## Divisió administrativa
El districte està dividit en tres postos administrativos (Caia, Murraça i Vila de Sena), compostos per les següents localitats:
- Posto Administrativo de Caia:
  - Vila de Caia
  - Caia
- Posto Administrativo de Murraça:
  - Murraça
- Posto Administrativo de Vila de Sena:
  - Vila de Sena